# Alegre (novela de Hugo Wast)
Alegre es la primera novela del escritor argentino Gustavo Adolfo Martínez Zuviría, más conocido por su seudónimo, Hugo Wast. Publicada en el año 1905, pertenece al género de aventura. Narra la historia de Alegre, un niño africano que es hecho esclavo y comprado por un comerciante para trabajar en un circo, una vez que se mudan a Buenos Aires, el niño escapa con su perro buscando la libertad, a causa de la sugerencia del Capitán de la embarcación que los trajo a la capital porteña. A partir de ese momento se desarrolla la trama y comienzan sus aventuras buscando el pueblo de Cruz Chica y, posteriormente, el enamoramiento del niño de Margarita, hija de un matrimonio de la aristocracia porteña, de quien se hace amigo en el pueblo. El protagonista vive toda clase de peripecias, tanto por tierra como por mar, afronta el peligro con decisión y sabe morir heroicamente.

## Argumento
La novela cuenta la vida de un niño africano que es separado de su familia y hecho esclavo al ser comprado por Berto, un comerciante italiano que posee una compañía de circo ambulante, el niño es obligado a trabajar como payaso, posee gran habilidad y esto hace que el director gane bien. En el circo se hace amigo de un perro, de nombre Tell, un San Bernardo que lo acompañará en adelante. Un día, el director de la compañía emprende un viaje a Buenos Aires, el barco que los lleva es conducido por el “tío Delfín”, el Capitán, que se encariña con el negrito y lo llama “Alegre”, por su buena disposición. Al ver que es maltratado por el dueño, le aconseja escaparse una vez en la gran ciudad hacia donde vive su hermano Ludovico, unas leguas al sur de Buenos Aires, pasando La Plata, sobre la orilla del mar en un pueblo llamado Cruz Chica.
Una vez que Alegre escapa, comienza su aventura, perdiéndose hasta caer en manos de un bandido que le roba el dinero y la comida. Luego de caer enfermo, es rescatado por un sacerdote en la ciudad de Brandsen, que lo cuida y le da mejores indicaciones para llegar a Cruz Chica. Una vez allí, es aceptado por Ludovico y su esposa Marta como a un propio hijo. Ludovico le enseña a navegar por la costa y le regala un barquito llamado “La Gaviota”, Alegre se entusiasma y pasa gran parte del día pensando y estando a bordo de la embarcación. Un día llega una familia adinerada de Buenos Aires, que dejan a su hija al cuidado de una niñera, la niña es bonita y Alegre se enamora de ella, su nombre es Margarita. Desde entonces se hacen amigos y vivirán grandes aventuras junto con “La Gaviota” y la compañía amigable de Tell.
Una tarde, pese a las advertencias del tío Jorge, hermano de Ludovico, Alegre decide escaparse al mar junto a Margarita y su mascota, a quien había prometido un viaje de esa índole. El tiempo aparentaba estar calmado, pero de pronto comienza a correr un viento que aleja el barco de la orilla. Anochece y comienza una tormenta, Alegre hace lo posible para llegar al “Peñón de Las Gaviotas” para refugiarse, la nave choca con el peñón y es destrozada, aunque Alegre y Margarita logran sobrevivir gracias a Tell, que los arrastró hacia la orilla. El tío Jorge se quien emprende la búsqueda de Alegre, y luego de enfrentarse al mar y la tormenta, es atraído por el perro, donde rescata a Alegre, Margarita, y al can.
Durante algunos días, permanecen ambos en la cama, reponiéndose de la desventura. Alegre se recupera más rápido y quiere saber sobre su amiga, mas ella está enferma, y para reponerse, sus padres que viven en Buenos Aires mandaron un buque para llevársela. El tío Jorge le regala al niño un nuevo barco, que el negrito lo llama “Flor del Aire”, pues con el nombre de esta planta llamaba a Margarita. La niña despierta y quiere ver a Alegre; Clara, la criada, lo manda llamar y llega tarde a causa de haberse ido a cortar leña con su tío, apresurados por la llegada de la niñera Miss Fulton, Alegre da un último beso a Margarita, y se despiden. Sin embargo, esa noche Margarita enferma y el diagnóstico médico es que morirá. En camino su madre desde Buenos Aires, le dan la noticia a Alegre de la muerte de Margarita.
Tiempo después, el tío Delfín regresa a Buenos Aires, Alegre quiere verlo y le cuenta sus planes, que son bordear la Patagonia para ir a Chile, el chico es admitido a viajar. Durante el trayecto, ya en el mar, comienzan los vientos fuertes y luego la tormenta, la embarcación viene con un bote de auxilio, en el cual entran algunos marineros junto a Tell, mas Alegre, sin familia y sin amigos, decide dar su lugar en el bote en favor del tío Delfín, para morir él en su lugar, siendo tragado por las olas.